# Roquefort-sur-Garonne
Roquefort-sur-Garonne is een gemeente in het Franse departement Haute-Garonne (regio Occitanie) en telt 715 inwoners (1999). De plaats maakt deel uit van het arrondissement Saint-Gaudens.

## Geografie
De oppervlakte van Roquefort-sur-Garonne bedraagt 13,7 km², de bevolkingsdichtheid is 52,2 inwoners per km².
De onderstaande kaart toont de ligging van Roquefort-sur-Garonne met de belangrijkste infrastructuur en aangrenzende gemeenten.

## Demografie
Onderstaande figuur toont het verloop van het inwonertal (bron: INSEE-tellingen).